# Noé Gianetti
Noé Gianetti (Lavertezzo, 6 oktober 1989) is een Zwitsers voormalig wielrenner. Hij is de zoon van voormalig wielrenner Mauro Gianetti.

## Carrière
Als junior won Gianetti in 2006 de tweede etappe van de Ronde van Besaya. Een jaar later werd hij nationaal klimkampioen door de beklimming sneller te voltooien dan Patrick Luternauer en Daniel Rinner.
Als eerstejaars prof nam Gianetti, namens Footon-Servetto, onder meer deel aan Gent-Wevelgem en de Ronde van Zwitserland. Na twee jaar zonder succes in Spaanse dienst tekende Gianetti in 2012 een contract bij het Amerikaanse Team Exergy. Dichter dan plek 46 in de laatste etappe van de Ronde van de Gila kwam de Zwitser echter niet bij ene UCI-zege. Wel won hij een criterium in eigen land.

## Overwinningen
2006
2e etappe Ronde van Besaya, Junioren
2007
 Zwitsers klimkampioen, Junioren

## Ploegen
- 2010 –  Footon-Servetto
- 2011 –  Geox-TMC
- 2012 –  Team Exergy (vanaf 20-3)